# Робакідзе Грігол
Грігол Робакідзе (1884 або 1880, с. Свірі Кутаїського повіту — 1962, Женева, Швейцарія) — грузинський письменник, що працював у Німеччині та Швейцарії.

## Біографічні відомості
У 1895 закінчив Кутаїське духовне училище, у 1901 — Кутаїську духовну семінарію.
В 1901 вступив до юридичного факультету Юр'євського (нині Тартуського) університету, але був відрахований за несплату.
У 1902—1906 — навчався на філософському факультеті Лейпцизького університету.
З 1908 у Грузії читав публічні лекції, присвячені грузинській та закордонній літературі.
У 1910—1914 продовжував навчання на юридичному факультеті Юр'євського університету.
З 1915 у Грузії очолював групу поетів «Блакитні роги», до якої входили Т. Табідзе, П. Яшвілі, В. Гапріндашвілі та ін.
1917 року провів кілька місяців на перському фронті, де познайомився із сімнадцятирічною сестрою милосердя Ніною Доманською, що стала його першою дружиною.
У 1918 поступає на службу в Управління державними справами. Водночас займається викладацькою діяльністю, читав лекції на вищих жіночих курсах у Тбілісі (тоді Тифліс), був обраний доцентом кафедри грузинської літератури Тбіліського університету. 1919 року читав також курс лекцій, присвячений німецькому романтизму в Бакинському університеті, а в 1920—1921 — в університеті Тбілісі.
У 1919 видає першу книгу «Портрети», що містила нариси про Чаадаєва, Лермонтова, Василя Розанова, Андрія Бєлого.
У 1921—1925 завідував відділом мистецтва при Комісаріаті освіти, брав участь у порятунку від знищення Кашветської церкви в Тбілісі, обіймав посаду заступника голови правління Всегрузинської Спілки письменників.
Впродовж 1925—1926 років тбіліський журнал «Мнатобі» («Світоч») опублікував перший роман Григола Робакідзе — «Змїїна шкіра» (згодом у Німеччині вийшов із передмовою Стефана Цвейга).
У березні 1931 емігрував до Німеччини, після чого виключений із правління Федерації грузинських письменників і позбавлений радянського громадянства як неповерненець.
Публікує «Кавказькі новели» (1932), романи «Мегі. Грузинська дівчина» (1932), «Убита душа» («Замучена душа»), «Поклик Богині» (1934), «Демон і міф (Магічні замальовки)» (1935), «Хранителі Грааля» (1937), апологетичні книги: «Адольф Гітлер. Погляд іноземного поета» (1939) і «Муссоліні. Відзначений сонцем» (1941) (друге видання вийшло 1942 року під заголовком «Муссоліні. Погляд із Капрі»).
У квітні 1945 року переїхав до Швейцарії, діставши статус «інтелектуального емігранта».
Помер 1962 року в злиднях в одній зі швейцарських клінік. Захоронений у Женеві. Згодом прах був перенесений на грузинський цвинтар в Левіль-сюр-Орж під Парижем.